# Cercle d'Adams

Cercle d'Adams d'un triangle

En géométrie, le cercle d'Adams d'un triangle plan est un cercle remarquable du triangle. Il est nommé d'après Carl Adams, qui a démontré son existence en 1843.

## Définition - démonstration
Pour un triangle ABC, on construit son triangle de Gergonne TATBTC. Alors les parallèles aux côtés du triangle de Gergonne et passant par le point de Gergonne intersectent les côtés de ABC en six points cocycliques ; ce cercle est le cercle d'Adams du triangle,,.

## Propriétés
Le rayon du cercle d'Adams est :
{\displaystyle R_{A}={\frac {r{\sqrt {q^{2}-abcs-qs^{2}}}}{q-s^{2}}},}
avec r le rayon du cercle inscrit, s le demi-périmètre du triangle ABC et q = ab + bc + ca. 	
Son centre est le centre du cercle inscrit de ABC.
Le point de Lemoine du triangle formé par les droites (QR), (ST) et (PU) est le point de Gergonne de ABC et le cercle d'Adams de ABC est le premier cercle de Lemoine du deuxième triangle.